# مهرجان عيد الموسيقى
مهرجان عيد الموسيقى هو مهرجان فني موسيقي يقام في معظم دول العالم مع بداية فصل الصيف بمناسبة اليوم العالمي للموسيقى، انطلق المهرجان الأول في فرنسا بالعام 1981، حيث عزف الاف العازفين سوياً. أقيم أول مهرجان لعيد الموسيقى في فلسطين في العام 2006 حيث أحيت جمعية الكمنجاتي في مدينة رام لله فعاليات ونشاطات المهرجان مع بداية فصل الصيف، وأصبح منذ ذلك التاريخ تقليدياً سنوياً يشارك به العديد من الموسيقين وتقام الحفلات في مختلف المدن الفلسطينية.
يستمر المهرجان في فلسطين لمدة أسبوعين على التوالي، ويستضيف موسيقيين من دول مختلفة ومن أنحاء الضفة الغربية وفلسطيني الـ 48، وطلاب وهواة لتقديم العروض مع محترفين لزيادة مهارتهم وخبراتهم. تشمل العروض الموسيقية العديد من مدارس وأنواع الموسيقى المتنوعة، من الأوبرا، والجاز، والهيب هوب، والموسيقى العالمية، والفلكلور الفلسطيني. ينظم المهرجان ما يقارب الـ60 عرضاً موسيقياً والتي تتنقل فيما بين المدن، والقرى، والمخيمات الفلسطينية، كما يتضمن الإحتفال تظاهرة غنائية موسيقية وطنية فكان المهرجان التاسع تضامنا مع الأسرى الفلسطينيين المضربين عن الطعام.